# 早矢仕有的
早矢仕 有的（はやし ゆうてき、天保8年8月9日〈1837年9月8日〉 - 明治34年〈1901年〉2月18日）は、岩村藩藩医で明治期の日本の実業家、医師、官吏。丸善、横浜正金銀行の創業者として知られる。

## 人物

### 生い立ち
天保8年（1837年）、美濃国武儀郡笹賀村（現山県市）に岩村藩医師・山田柳長の子として生まれるが、父は有的の顔を見ることなく26歳で亡くなったため、同村の名主早矢仕才兵衛の養子となる。大垣、次いで名古屋に出て医学を学ぶ。早矢仕自身が優れた医師でもあった。安政元年（1854年）、郷里に戻り医院を開業する。

### 上京から開業まで
安政6年（1859年）、江戸に上り、万延元年（1860年）6月に開業する。坪井信道に学んだ後、慶應3年（1867年）、慶應義塾に入塾して福澤諭吉らに蘭学、英学を学び貿易に関心を持つ。明治維新後の明治元年（1868年）に横浜黴毒病院の医師となり、数ヵ月後の11月10日（12月23日）に書店丸屋を開業するが、当時は仮店舗程度であり、明治2年1月1日（1869年2月11日）付けで「丸屋商社之記」を制定し、正式に横浜新浜町（現・尾上町）に書店丸屋（丸屋善八）を開業した。創業当初は専ら洋書及び薬品医療器の輸入販売を目標として掲げ、同年には早くも手狭になり、相生町に「玉屋薬局」を書店と併設して移転し、明治4年（1871年）には境町（現・日本大通り近辺）に移転する。

### 丸屋商社
丸屋商社は元金社中（出資者）と働社中（従業員）の両者によって構成される近代的会社組織であった。福沢諭吉は早矢仕とともに店の名前を考え、世界を相手に商売する意味で「球屋」と書いて「たまや」と読ませたが、「まりや」と呼ばれることが多く、「丸屋」と改めた。また、福沢は当初から元金社中として多額の出資を行い、周囲にも出資を勧め、有望な人物を丸屋に紹介するなど深く関わった。明治5年（1872年）10月、後に横浜正金銀行頭取となる中村道太が入社し、共同経営者として西洋簿記法を導入することで合理的な経営をめざした。

### 発展から引退まで
明治3年（1870年）、東京日本橋に店舗を開き、翌年には東京店（丸屋善七）の隣に唐物店、大阪店（丸屋善蔵）を開業し、その次の年には京都店（丸屋善吉）を開業するなどして、事業を拡大する。さらには、貿易商会としてウラジオストク、ニューヨークに支店を、ロンドン、リヨンに出張所を開設するまでになった。明治6年（1873年）、故郷の恩人である庄屋・高折善六に謝意を表すべく店名を丸善に改称。内務省衛生局御用係となり、横浜司薬場設置長となる。
明治13年（1880年）3月、株式会社となり、有限責任丸屋商社とし、明治8年（1875年）の早矢仕有的の東京移転後、事実上の本店になっていた東京支店を正式に本店としたときには、会社定款で書籍、薬品、舶来雑貨の三科を本業とし、裁縫、家具製造の二科を余業としていた。
輸入書籍や文具を取り扱う大型書店として発展させる一方、明治12年（1879年）、丸家銀行を創設し金融にも進出する。同年の横浜正金銀行の創立願書には、総代中村道太と共に発起人の一人として名を連ねた。丸家銀行は書店業から顧客の信頼を得、産業振興をめざす山形県の有力者などから資本や預金を獲得したが、明治17年（1884年）に松方デフレの影響と近藤孝行頭取の乱脈経営によって経営が破綻し、早矢仕は再建を目指して丸善社長を辞して銀行頭取に就任するが、結局、再建できず責任を取り退陣した。その後、丸善は文房具、書籍販売の本業に経営の力点を焦点化することで経営を再建した。

### 創設した組織
先に述べた横浜正金銀行のみならず、慶應義塾門下生が設立した日本最初の生命保険会社である明治生命保険会社設立にも関与し、明治4年（1871年）「細流会社」（保険、積立預金）、9年（1876年）「自力社会」（法律業務を行う共済組織）、13年（1880年）「貿易商会」の設立に関わった。それまで日本に存在しなかった組織を次々と生み出していった。明治12年（1879年）から13年（1880年）にかけて神奈川県の県議会議員を務め、明治14年（1881年）の横浜生糸荷預所の設立出願にも加わり、横浜商人の名士の一人でもあった。

### 引退後
丸善の経営から手を引いた早矢仕は、隠居生活に入るが、依然として丸善に顔を出しては茶を飲んだり、囲碁を打ったりしていた。作家・内田魯庵は、丸善の丁稚時代に、隠居した早矢仕への使いを命じられたときのことを書き残している。家の中は本や新聞、瓶や鉱石などが散乱し、早矢仕は酒を飲みながら内田に優しく話しかけたという。また別の日には鉱石の実験をしている早矢仕の姿を目撃している。隠居生活に入っても早矢仕の探究心は衰えていなかったようだ。

## ハヤシライスの語源
なお、息子の早矢仕四郎はハヤシライスの考案者とも言われるが、真偽の程は不明である。但し、丸善ではハヤシソースの缶詰が売られている。

一説には、住居の2階で医院を開いていた有的が忙しいときにも食べられるごった煮の料理を患者にもふるまったことから、その料理がハヤシライスと名付けられたという。

## 社会活動
- 1871年に仮設の市民病院を現在の中区北仲通り六丁目付近で開業。日本では二番目の西洋式病院であったといわれるが、火災が原因で焼失。早矢仕は火傷を負ったが、アメリカ人医師シモンズに助けられた[7]。
- 1872年には県令大江卓や財界人の多額の寄付による病院が現在の中区太田町に開業、松山棟庵とともに指導的立場で経営にあたる。この病院はのちに名前を横浜共立病院、十全病院と変え、横浜市立大学医学部の基礎となっていった。
- 1878年（明治11年）、横浜瓦斯局事件（高島嘉右衛門からガス事業を譲渡された区長が区会に諮らずに1万3500円を支払ったことが市民の怒りを買った事件）が訴訟として争われ、早矢仕は原告団の総代の一人として官と民の争いを主導した。１審で原告は敗訴するが、控訴審前に高島が一切を市民に渡すことで和解に至った[8]。